# Rangpur (division)
Pour les articles homonymes, voir Rangpur.

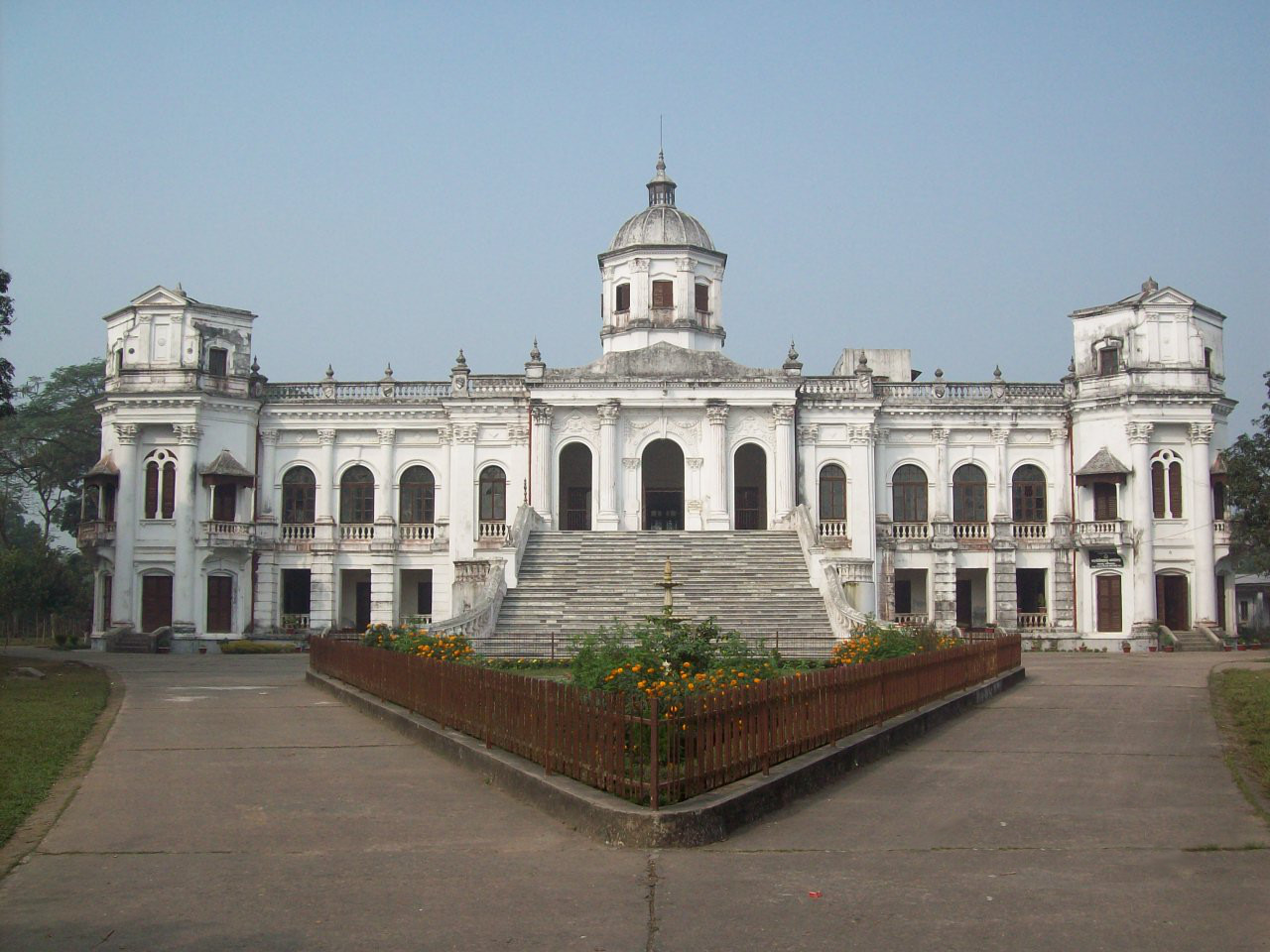
, Rangpur.

La division de Rangpur est une des huit divisions administratives du Bangladesh. La division a été créée le 25 janvier 2010 en réunissant 8 anciens districts de la division de Rajshahi (Dinajpur, Gaibandha, Kurigram, Lalmonirhat, Nilphamarin, Panchagarh, Rangpur et Thakurgaon).
| District    | Upazila | Union | Village | Municipalité | Population |
| ----------- | ------- | ----- | ------- | ------------ | ---------- |
| Dinajpur    | 13      | 101   | 2 143   | 6            | 2 642 850  |
| Gaibandha   | 7       | 82    | 1 243   | 2            | 2 138 181  |
| Kurigram    | 9       | 73    | 1 903   | 2            | 1 792 073  |
| Lalmonirhat | 5       | 42    | 476     | 2            | 1 109 343  |
| Nilphamari  | 6       | 61    | 370     | 3            | 1 571 690  |
| Panchagarh  | 5       | 43    | 843     | 1            | 836 196    |
| Rangpur     | 8       | 83    | 1 435   | 3            | 2 542 441  |
| Takurgaon   | 5       | 51    | 641     | 2            | 1 214 376  |
| 8           | 58      | 536   | 9 054   | 21           | 13 847 150 |